# Gabriele Rangone
Gabriele Rangone, dit le cardinal d'Eger,  né en 1410  à Chiari en Lombardie, Italie,  et décédé le 27 septembre 1486 à Rome, est un cardinal italien. Il est membre de l'ordre des franciscains.

## Biographie
Gabriele Rangone est un prêcheur atif en Autriche, Bohème et Pologne et est un collaborateur du futur saint Jean de Capistran. Il est inquisiteur contre les hussites en Bohême en 1460 et conseiller du roi Matthias Corvinus de Hongrie. Vers 1470 il est chargé par le pape Paul II de réconcilier les rois de Hongrie et de Pologne sur le royaume de Bohême. En 1472, il est nommé évêque de Transylvanie et transféré à Eger en 1474.
Il est créé cardinal par le pape Sixte IV lors du consistoire de 10 décembre 1477. Il est abbé commendataire d'Ourscamps. En 1480, il est nommé légat à Naples et est chargé par le pape de promouvoir la guerre contre les Ottomans.
Le cardinal Rangone  participe au conclave de 1484, lors duquel Innocent VIII est élu pape.